# نجير رئدي نويع الطارقي
النجير الرئدي الطارقي (باللاتينية: Agrostis stolonifera subsp. gaditana) نويع (باللاتينية: subspecies) نباتي من نوع النجير الرئدي يتبع جنس النجير (باللاتينية: Agrostis) وينتمي إلى الفصيلة النجيلية.
أخذ اسمه من جبل طارق حيث يعيش.

## الموئل والانتشار
موطنه المغرب العربي وجنوب غرب أوروبا.

## مرادفات للاسم العلمي
- (باللاتينية: Sporobolus gaditanus Boiss. & Reut.)
- (باللاتينية: Agrostis gaditana (Boiss. & Reut.) Nyman)
- (باللاتينية: Sporobolus gaditanus Boiss. & Reut.)
- (باللاتينية: Agrostis alba subsp. gaditana (Boiss. & Reut.) Cout.)
- (باللاتينية: Sporobolus pungens subsp. gaditanus (Boiss. & Reut.) Nyman)
- (باللاتينية: Agrostis pseudopungens (Lange) G. H. Loos)
- (باللاتينية: Agrostis maritima subsp. pseudopungens (Lange) K. Richt.)
- (باللاتينية: Agrostis maritima var. pseudopungens Lange)